# Ross Butler
Ross Fleming Butler (* 17. Mai 1990 in Singapur) ist ein US-amerikanischer Schauspieler. Bekannt wurde er durch die Rolle von Zach Dempsey aus der Fernsehserie Tote Mädchen lügen nicht.

## Leben
Ross Butler hat eine malaysisch-chinesische Mutter. Im Alter von vier Jahren zog seine alleinerziehende Mutter mit ihm in die Vereinigten Staaten nach Fairfax, Virginia.
Butler studierte an der Ohio State University molekulare Biotechnologie. Eine Schauspielkarriere anstrebend zog er jedoch nach Los Angeles und begann im Alter von 21 Jahren Schauspielunterricht zu nehmen.
2012 gab Butler sein Schauspieldebüt in dem Fernsehfilm The Gateway Life. Anschließend war er in mehreren Serienpiloten zu sehen, bevor er einen Gastauftritt in der MTV-Dramedy Happyland hatte. 2015 hatte er jeweils Rollen in den Fernsehfilmen Perfect High an der Seite von Bella Thorne und in dem Disney Channel Original Movie Teen Beach 2.
Bekannt wurde er mit der Nebenrolle des Brett Willis in der Disney-Channel-Sitcom K.C. Undercover, in der er in mehreren Folgen den Freund von K.C., verkörpert von Zendaya, und einen verfeindeten Spion spielte. Als Hunter hatte er auch in Chasing Life eine Nebenrolle inne. 2016 war Butler in der sechsten Staffel von Teen Wolf in der Nebenrolle als Nathan zu sehen.
2017 war Butler in der Rolle des Reggie Mantle in der ersten Staffel in der The-CW-Dramedy Riverdale und als Zach Dempsey in der Netflix-Serie Tote Mädchen lügen nicht zu sehen. Aufgrund seines engen Zeitplans wurde Butler in Riverdale durch Charles Melton ersetzt, um für die zweite bis vierte Staffel von Tote Mädchen lügen nicht vor der Kamera stehen zu können. 2019 war er als Eugene Shazam in der Comicverfilmung Shazam! zu sehen. Auch in dessen Fortsetzung 2023 Shazam! Fury of the Gods übernahm er diese Rolle. Als Trevor Pike war Butler 2020 in To All the Boys: P.S. I Still Love You sowie im darauffolgenden Jahr in To All the Boys: Always and Forever zu sehen. Zusammen mit Kiana Madeira bildete er das Protagonistenpaar in Perfect Addiction. 2023 verkörperte Butler die Rolle des Rick Woo in der Liebeskomödie Love in Taipei, die exklusiv auf Paramount+ veröffentlicht wurde.

## Filmografie (Auswahl)
- 2012: The Gateway Life (Fernsehfilm)
- 2013: Major Crimes (Fernsehserie, Episode 2x12)
- 2014: Happyland (Fernsehserie, Episode 1x05)
- 2014: Rules Of The Trade
- 2015: Hacker’s Game
- 2015: Chasing Life (Fernsehserie, 3 Episoden)
- 2015–2016: K.C. Undercover (Fernsehserie, 8 Episoden)
- 2015: Perfect High (Fernsehfilm)
- 2015: Teen Beach 2 (Fernsehfilm)
- 2016: Teen Wolf (Fernsehserie, 3 Episoden)
- 2017, 2021: Riverdale (Fernsehserie, 8 Episoden)
- 2017–2020: Tote Mädchen lügen nicht (13 Reasons Why, Fernsehserie, 49 Episoden)
- 2019: Shazam!
- 2020: To All the Boys: P.S. I Still Love You
- 2021: To All the Boys: Always and Forever
- 2021, 2023: Awkwafina Is Nora from Queens	(Fernsehserie, 2 Episoden)
- 2022: Swimming with Sharks (Fernsehserie, 6 Episoden)
- 2023: Perfect Addiction
- 2023: Shazam! Fury of the Gods
- 2023: Love in Taipei